# Język tanapag
Język tanapag – zagrożony wymarciem język trukański należący do języków mikronezyjskich, używany przez mieszkańców wyspy Saipan w Marianach Północnych. W 2007 roku językiem tanapag nie posługiwały się już żadne osoby poniżej 30. roku życia.